# Lekaneleo roskellyae
Lekaneleo roskellyae és una espècie extinta de marsupial carnívor que visqué a Austràlia al límit de l'Oligocè superior i el Miocè inferior. Antigament relacionat amb l'espècie tipus del gènere Priscileo i després amb Wakaleo pitikantensis, actualment té el seu propi gènere, Lekaneleo.

## Taxonomia
Anna Gillespie descrigué l'espècie el 1997 a partir de material trobat a l'Àrea de Patrimoni de la Humanitat de Riversleigh que incloïa un crani pràcticament complet i un maxil·lar superior que conservava algunes dents i detalls dels alvèols.
L'examen de la nova espècie inclogué una revisió del gènere Priscileo, fins aleshores monotípic, conegut únicament per restes fragmentàries de dents i un maxil·lar superior parcial. El descobriment d'una nova espècie a Riversleigh fauna permeté una revisió del gènere que hi incloïa aquesta espècie en la nova combinació de Wakaleo pitikantensis. El 2020, Gillespie, Archer i Hand traslladaren «Priscileo» roskellyae a un gènere a part, Lekaneleo, adduint que presenta caràcters que justifiquen assignar-lo a un gènere propi dins dels tilacoleònids.
L'epítet específic fou elegit en honor de Ros Kelly, que feu costat a la recerca a Riversleigh durant el seu mandat com a ministre del govern federal.

## Descripció
Estudis duts a terme quan encara era classificat com a espècie de Priscileo calcularen que devia fer uns dos terços de la mida de Priscileo pitikantensis i que tenia una massa corporal de 2,7 kg. La fórmula dental superior era I1–3 C1 P1–13 M 1–4. La tercera premolar superior, P3, té una forma similar a la de la dent més grossa de les espècies de Wakaleo, un tilacoleònid de mida mitjana que també existí a Riversleigh i que sembla que ocupava nínxols ecològics diferents en el mateix període.
La força de mossegada de L. roskellyae és, juntament amb la de Thylacoleo carnifex, una espècie més grossa, la més potent de qualsevol mamífer conegut i indica clarament que eren depredadors que mataven animals que els superaven en grandària.
En canvi, basant-se en extrapolacions de la morfologia de les extremitats, se suposa que P. pitikantensis era un depredador d'emboscada arborícola.